# Абадзидіка
Абадзидіка (грец. Αμπατζήδικα) — невеликий район в центрі Афін, один з найдавніших районів міста. Територія його починалась від Бібліотеки Адріана (римська агора) у районі Ерідес і сягала межі сучасного району Монастиракі. Найближча станція Афінського метрополітену — станція «Монастиракі».
Свою назву район отримав за грубою тканиною абадою (грец. αμπάδες). Саме тут діяли майтерні з виготовлення та магазини з продажу тканини. Пізніше поряд із суконщиками свої майстерні відкрили кравці, які шили та вишивали традиційні грецькі фустанелли. Нині на вулицях давньої Абадзидіки вікдрито магазини з продажу товарів побутого ужитку або сувенірів для туристів. Район майже повністю поглинений Монастиракі.